# GSC1862-1945
GSC1862-1945 — хімічно пекулярна зоря спектрального класу A5, що має видиму зоряну величину в смузі V приблизно  0,0.